# A1 Team Grécia
A A1 Team Grécia foi a equipe que representou a Grécia na A1 Grand Prix. Disputou apenas duas etapas da temporada 2006/07, não marcando pontos.
O time tinha Dimitris Nafpliotis como chefe de equipe, sua equipe-base era a britânica Arena Motorsport, e como pilotos oficiais Takis Kaitatzis e Nikos Zahos. As únicas provas que disputou foram dos Países Baixos e da Chéquia, tendo como melhor resultado um 15º lugar de Kaitatzis em Zandvoort. Para a etapa em Pequim, a equipe decidiu não participar para se reestruturar.

## Resultados
| Ano     | Equipe-base      | Pilotos         | 1   | 2   | 3   | 4   | 5   | 6   | 7   | 8   | 9   | 10  | 11  | 12  | 13  | 14  | 15  | 16  | 17  | 18  | 19  | 20  | 21  | 22  | Pontos | Tabela geral |
| ------- | ---------------- | --------------- | --- | --- | --- | --- | --- | --- | --- | --- | --- | --- | --- | --- | --- | --- | --- | --- | --- | --- | --- | --- | --- | --- | ------ | ------------ |
| 2006–07 | Arena Motorsport |                 | NED | NED | CZE | CZE | BEI | BEI | MLY | MLY | INA | INA | NZL | NZL | AUS | AUS | RSA | RSA | MEX | MEX | SHA | SHA | GBR | GBR | 0      | 24º          |
| 2006–07 | Arena Motorsport | S               | F   | S   | F   | S   | F   | S   | F   | S   | F   | S   | F   | S   | F   | S   | F   | S   | F   | S   | F   | S   | F   |     | 0      | 24º          |
| 2006–07 | Arena Motorsport | Takis Kaitatzis | 18  | 15  |     | Ret |     |     |     |     |     |     |     |     |     |     |     |     |     |     |     |     |     |     | 0      | 24º          |
| 2006–07 | Arena Motorsport | Nikos Zachos    |     |     | 19  |     |     |     |     |     |     |     |     |     |     |     |     |     |     |     |     |     |     |     | 0      | 24º          |